# Paul Brand
Paul Wilson Brand (Udagamandalam, 17 juli 1914 – Seattle, 8 juli 2003) was een Britse arts. Hij werd bekend als een pionier op het gebied van handchirurgie voor leprapatiënten en zijn filosofische geschriften over het verschijnsel pijn.

## Biografie
Paul Brand werd geboren in India als zoon van een zendingsechtpaar. Hij groeide op in de Kolli Heuvels van Tamil Nadu, Zuid-India, waar zijn ouders als arts werkzaam waren. Hij studeerde in Engeland en deed daar veel praktische ervaring door het opereren van bombardementsslachtoffers tijdens de Slag om Engeland.
Vanaf 1946 was Paul Brand betrokken bij het werk van The Leprosy Mission India in Vellore. In 1964 werd Paul Brand benoemd als directeur chirurgie en revalidatie van The Leprosy Mission, wat hem mogelijkheden gaf om zijn levensveranderende vaardigheden wereldwijd te delen.
Twee jaar later verhuisden Paul Brand en zijn vrouw Margaret naar het lepraziekenhuis in Carville, Louisiana. Hier was Brand directeur van de revalidatie-afdeling tot aan zijn pensionering in 1986. Van 1993 tot 1999 was dr. Brand voorzitter van het internationale bestuur van The Leprosy Mission International.
Na zijn pensioen bleef dr. Brand een bijdrage leveren aan het leprawerk door middel van zijn adviserende rol voor The Leprosy Mission en de WHO (Wereld Gezondheidsorganisatie). Hij verhuisde naar Seattle en werd emeritus hoogleraar in de klinische orthopedie aan de universiteit van Washington.
Eddie Askew, een vriend en collega bij The Leprosy Mission, zei over hem:
Door zijn werk zijn vele duizenden individuele levens veranderd en verrijkt. Het waren niet alleen de chirurgische technieken waar Paul mee werkte, het waren de mensen. Ik heb vaak naar hem gekeken terwijl hij bezig was met de patiënten, hun handicaps beoordeelde en besloot op welke manier hij in hun behoeften kon voorzien. Ik merkte dat hij nooit alleen geconcentreerd was op de hand of de voet die hij zo zacht en persoonlijk vasthield. Hij keek naar het gezicht van de patiënt, keek in de ogen. Paul was begaan met individuen, hun karakters, waarbij hij hun menselijkheid op waarde schatte. Paul Brand overleed in 2013, zijn vrouw Margaret in november 2014.

## Betekenis
Zijn inzicht in het belang en de waarde van pijn is goed beschreven in zijn in 1993 uitgekomen boek ‘Pain: The Gift Nobody Wants.’. Hij zag pijn als van vitaal belang voor het behoud van gezond weefsel bij iedereen die een normaal leven leidt en beschrijft de gevolgen van ongevoeligheid bij mensen met lepra of een aangeboren afwezigheid van pijn: Een wereld zonder pijn, bestaat die plaats? ... Jazeker, maar het is geen Utopia. Het is een lepra-kolonie.
Daarnaast maakte Brand zich sterk voor het corrigeren van misvormingen van leprapatiënten om hen weer zelfvertrouwen te geven en het mogelijk te maken te re-integreren in de samenleving die hen vanwege de misvormingen had verstoten. Zijn inzet voor het corrigeren van de kenmerkende klauwhanden door middel van hersteloperaties leidde tot een ere-limaatschap van de Amerikaanse Vereniging van Handtherapeuten. Daarnaast ontving hij in 1960 voor zijn werk een Laskerprijs en werd hij in 1961 door Koningin Elisabeth benoemd tot Commandeur in de Orde van het Britse Rijk.

## Boeken
- Fearfully and Wonderfully Made (met Philip Yancey)(1980). ISBN 0-310-35451-X. In 2010 vertaald in het Nederlands door Maria de Jonge onder de titel Wonderbaarlijk gemaakt. Het wonder van het menselijk lichaam in relatie tot het lichaam van Christus. (ISBN 978-90-5787-151-1).
- In His Image (met Philip Yancey) (1983). ISBN 0-310-35501-X.
- Clinical Mechanics of the Hand (1985). ISBN 0-8016-0886-4.
- The Gift Nobody Wants (1993), in 1997 opnieuw uitgegeven als The Gift of Pain. ISBN 0-310-22144-7
- The Forever Feast (1993). ISBN 0-89283-775-6
- Touch (2003).